# لي جيون
لي جيون (هانغل: 이건) هو لاعب كرة قدم كوري جنوبي في مركز نصف الجناح، ولد في 8 يناير 1996 في كوريا الجنوبية. لعب مع نادي سونغنام.

## وصلات خارجية
- لي جيون على موقع دوري كوريا الجنوبية (الإنجليزية)
- لي جيون على موقع قاعدة بيانات كرة القدم.إي يو (الإنجليزية)
- لي جيون على موقع Soccerway.com (الإنجليزية)